# NGC 428
NGC 428 je galaksija u zviježđu Kit.

## Vanjske poveznice
- SEDS: NGC 428